# Epilobium anagallidifolium
Epilobium anagallidifolium là một loài thực vật có hoa trong họ Anh thảo chiều. Loài này được Lam. mô tả khoa học đầu tiên năm 1786.

## Hình ảnh

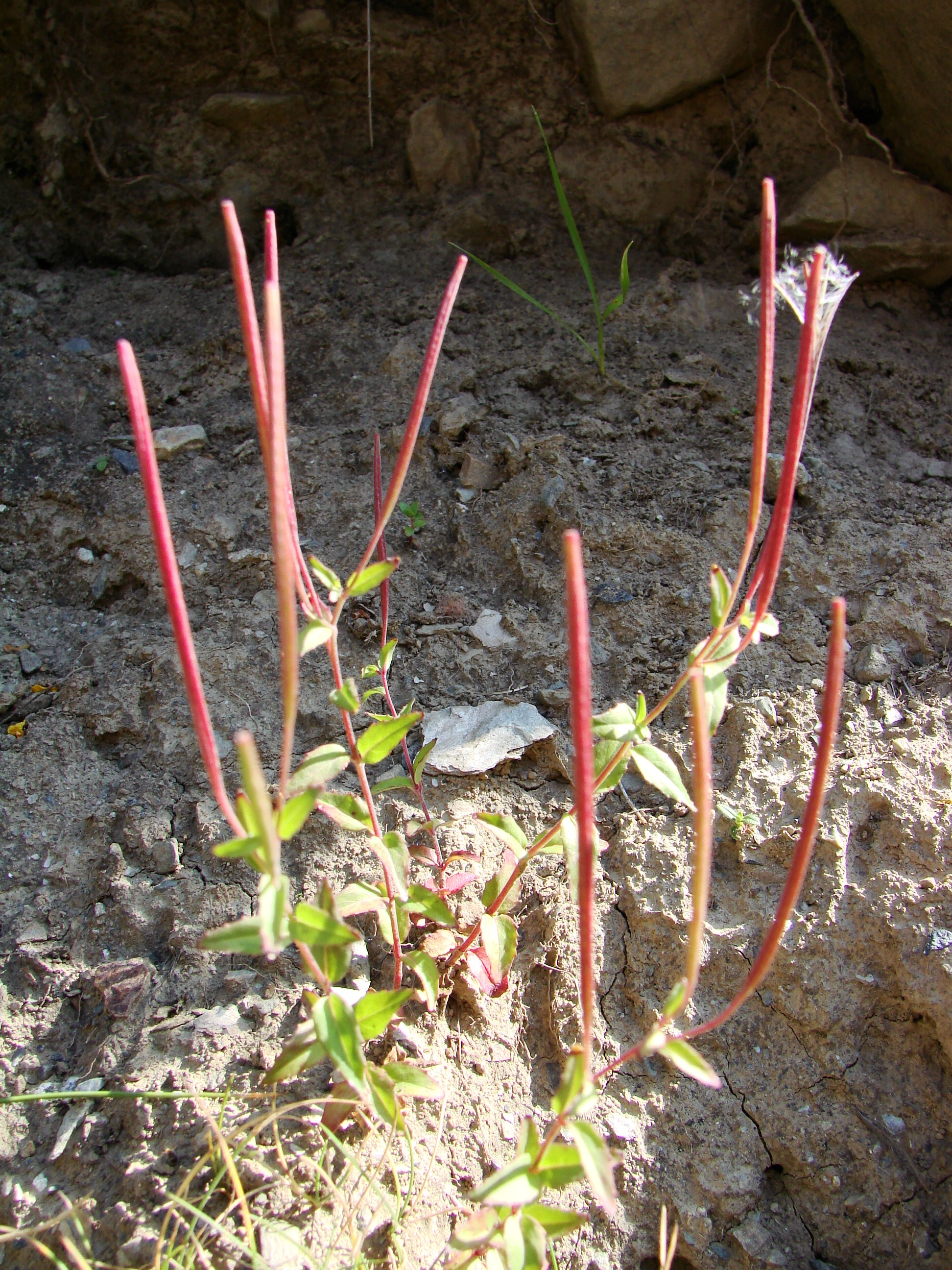
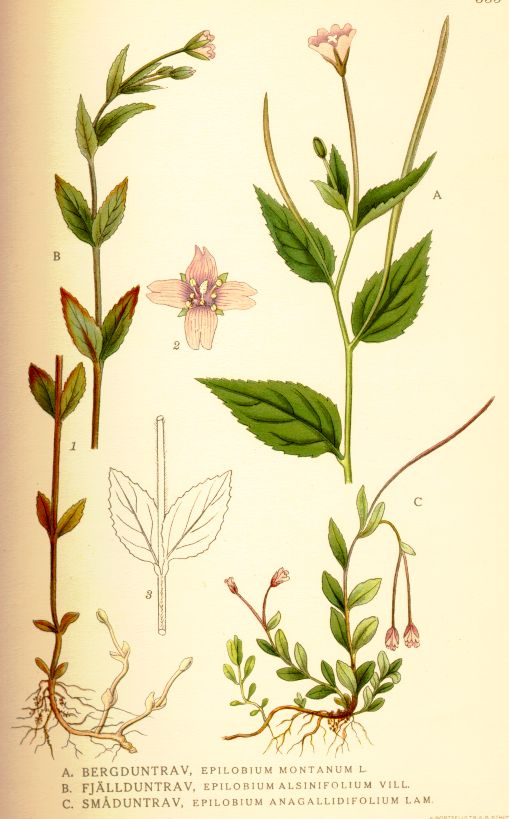
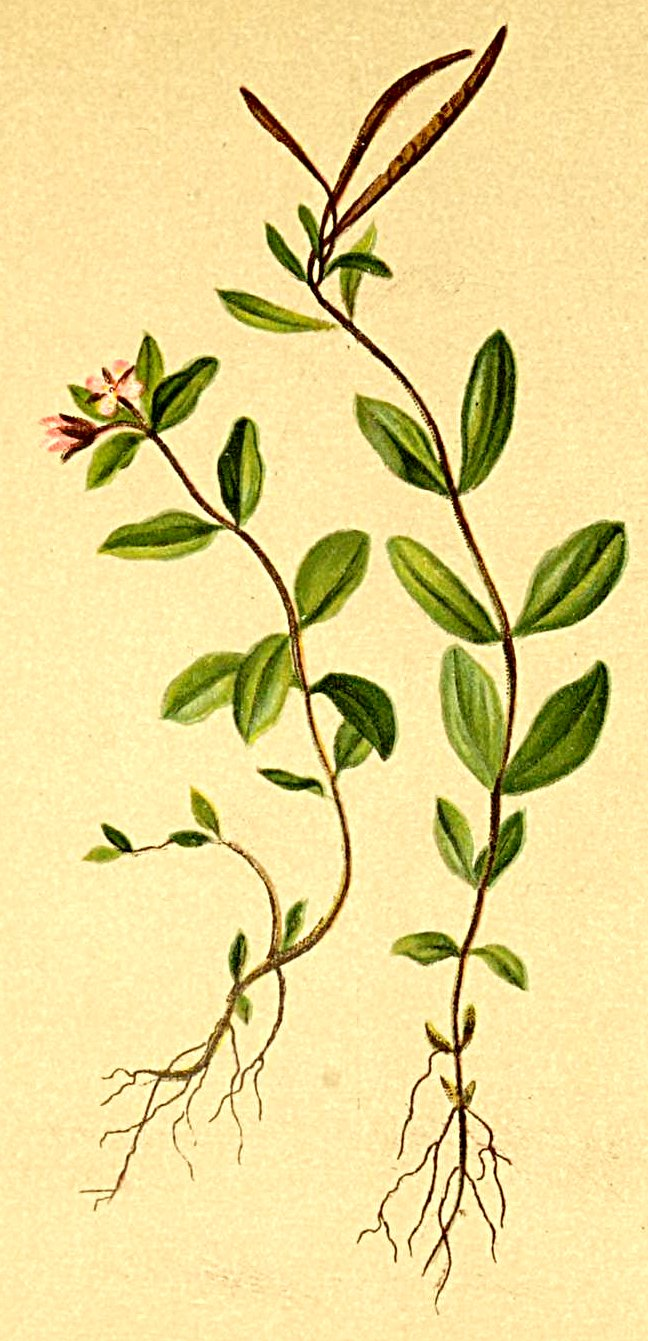
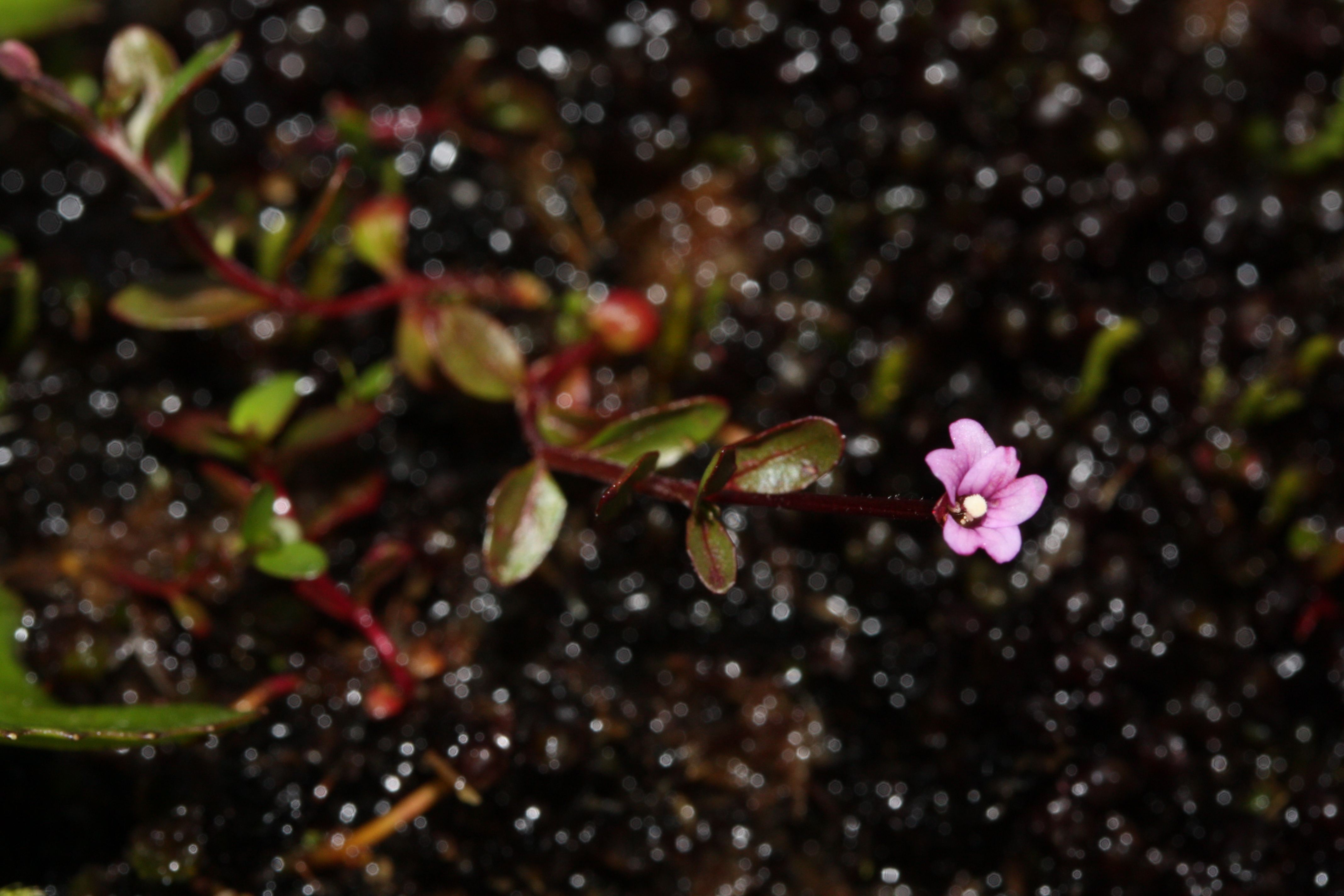